# Györgyi Dénes
Györgyi Dénes (Budapest, 1886. április 25. – Balatonalmádi, 1961. november 25.) magyar építész, a Györgyi-Giergl művészcsalád tagja. Tervezői pályája az 1900-as évek második felétől a második világháborút követő évekig tartott. Az első világháború előtt Kós Károly népies stílusú köréhez tartozott, később neobarokk, art deco, végül modernista épületeket tervezett.  Az Iparművészeti Főiskola rektora 1945-ben.
A két világháború közötti sötét és szomorú magyar világ egyik legkiválóbb magyar építőművésze

## Családi háttere
Művészeti tevékenységéről már régóta ismert pesti polgári családba született. Apai dédapja, a tiroli származású Giergl Alajos (1793–1868) a biedermeier korszak ezüstművese. Apai nagyapja Györgyi Giergl Alajos festőművész (1821–1863), aki arisztokrata és polgár családok tagjairól festett portréival vált híressé. Édesapja Györgyi Kálmán iparművész és művészeti író (1860–1930), az Országos Magyar Iparművészeti Társulat igazgatója és a Magyar Iparművészet című folyóirat szerkesztője. Nagybátyja, Györgyi Géza (1851–1934) korának szintén neves építésze volt: Ybl Miklós, majd Hauszmann Alajos munkatársaként végzett rangos tervezőmunkát a Budavári Palota, a Műegyetem "K" épülete és más középületek tervezésében. A közeli rokonsághoz tartozott Giergl Kálmán (1863–1954) – Györgyi Kálmán unokaöccse – is, aki a család legismertebb tervező építésze volt: a pesti Klotild-paloták, a Zeneakadémia, Kolozsvár, Debrecen és Budapest jó néhány egyetemi épülete és még sok más eklektikus alkotás tervezője. A rokonsághoz tartozott Giergl Henrik (1827–1871) is; az ő Váci utcai üvegáru-kereskedésének kirakatában saját művészi tárgyai is díszelegtek.

## Életpályája
Györgyi Dénes középiskolai tanulmányai elvégzése után a budapesti József Műegyetem építészkarára iratkozott be. Még egyetemi hallgató korában került kapcsolatba a nála néhány évvel idősebb Kós Károllyal, akinek szellemi köre egy évtizeden át meghatározta tevékenységét. Kóssal együtt tervezték a Városmajor utcai iskolát. 1919-ben vette feleségül a pápai származású Grofcsik Emíliát, egy közös gyermekük született. Önálló munkája a Hangya Szövetkezet irodaháza, 1920-ból.
Részt vett a Sváb Gyula-féle iskolaépítési programban, ahol több iskolaépületet tervezett (Bácskeresztúr, Okolicsnó, Újbánya, Újlehota, Vágmogyoród).
Több iskolát, középületet tervezett vidéki városokba, legjelentősebb a debreceni Déri Múzeum copf stílusú épülete. Tervei alapján épült fel több világkiállítás magyar nemzeti pavilonja, 1929-ben Barcelonában, 1935-ben Brüsszelben, 1937-ben Párizsban. Számos épületet tervezett a Székesfővárosi Elektromos Művek számára. Az első, az 1926-ban tervezett art deco elemeket mutató Honvéd utcai bérház és üzemépület volt, míg az 1938-ban épült Attila úti épületegyüttes már modern stílusú volt.
1945 novemberében Teleki Géza kultuszminiszter kinevezte Györgyit az Országos Magyar Iparművészeti Iskola igazgatójává, és egyúttal megbízta az intézet főiskolává való átszervezésével is.Györgyi innen vonult nyugdíjba, helyét Kozma Lajos vette át.1945-ben elveszíti egyetlen fiát. Utolsó munkája az akkori lakóhelye, Balatonalmádi számára 1948-ban tervezett általános iskola, amely ma a tervező nevét viseli. 1950-ben még bekapcsolódott az állami tervezőirodák tevékenységébe is, betegsége azonban rövidesen megakadályozta a további munkát. Balatonalmádiban élte le utolsó éveit.
Érdekesség, hogy ő tervezte a Magyar Mezőgazdasági Múzeum belső berendezését 1912-ben.

## Tervek
- Kettős műterem (Mende Valérral), Wellisch-pályázat, II. díj, 1907.
- Mozgófénykép-színház, Wellisch-pályázat, III. díj, 1908.
- Szent Imre templom nyilvános nagy tervpályázat I. díj, Budapest 1910.
- Többlakásos épület (Gyarmaty-ház), Debrecen, 1911.
- Bérház pályaterve (Kós Károllyal), Debrecen, 1911.
- Kereskedelmi-és Iparkamara székház-és lakóépületének pályaterve, megosztott I. díj, Debrecen, 1911.
- Városháza és húscsarnok pályaterve (Mende Valérral), II. díj, Gyöngyös, 1911.
- Kereskedelmi csarnok pályaterve, Miskolc, 1913.
- Erzsébet királyné emlékműve, a pályázat harmadik fordulója (Kőrösfői Kriesch Aladárral és Sidló Ferenccel), megvett terv, 1913.
- Leánygimnázium és Internátus, Fiume, 1913.
- Római katolikus templom (Werner Frigyessel), Arad, 1913.
- Elemi iskola, Bácskeresztúr (1914 k.)[9]
- Erzsébet királyné emlékműve, a pályázat negyedik fordulója (Pongrácz Szigfriddel), II. díj, 1915.
- Lakóházak a Had-és Népegészségügyi Kiállításra, Budapest, 1915.
- első világháborús hősi emlékmű, 1916[10]
- Erzsébet királyné emlékműve, a pályázat ötödik fordulója (Pongrác Szigfriddel), 1918.
- Községháza, Mezőkövesd, 1920-as évek
- Vidéki kastély terve, 1921.
- Yacht-Klub háza, Balatonalmádi, 1922.
- Néprajzi Múzeum pályaterve, Budapest, 1923.
- Rezső téri Fogadalmi templom pályaterve, Budapest, 1927.
- A Keresztény Ifjúsági Egyesület Székháza, Debrecen, 1929.
- A Debreceni Tudományegyetem Diákotthona, A-D változatok, 1929-1930.
- Egyetemi sporttelep, Debrecen, 1930.
- Rendőrkapitányság, Miskolc, 1930 körül 47
- Balatonalmádi rendezési terve, 1930-as évek
- Tisztviselő lakóház, Nyergesújfalu, 1930-as évek
- Debrecen rendezési terve, 1930-as évek
- Városháza pályaterve (I. díj), Debrecen, 1931.
- Lakóépület a Budafoki úton, Budapest, 1932.
- Lakóépület a Szebeni Antal téren (ma Attila út), Budapest, 1933.
- Lakó-és üzletház a Rákóczi út 66. alatt, Budapest, 1933.
- Takarék és Hitel Intézet Rt. székháza, Debrecen, 1933.
- Lakóház, Budapest, 1933 körül
- Sas utcai adóhivatal, Debrecen, 1935.
- Bérház a Margit körúton, Budapest, 1935.
- Lakóház és üzlet a Rákóczi út 12. alatt, Budapest, 1935.
- Bérház a Síp utcában, Budapest, 1935.
- Nagyerdei Csokonai gyógyfürdő és szálló, Debrecen, 1936.
- OTBA-kórház pályaterve a Kútvölgyi útra, Budapest, 1936.
- Javaslat a Rákóczi út, Szövetség utca, Hársfa utca és Dohány utca által határolt terület beépítésére, Budapest, 1936.
- Hitelbank székháza, Szolnok, 1937.
- Szent László emléktemplom, Losonc, 1938.
- Hősök temetőjének emlékműve, Debrecen, 1938 körül
- Polgári leányiskola, Gödöllő, 1939-1940.
- Családi ház a Gaál utcában (Csánky Dénesnek), Budapest, 1940.
- Emlékmű a Gellérthegyen, Budapest, 1940 körül
- Mátra-vidéki lakótelep az Elektromos Műveknek, 1940 körül
- Családi ház a Zólyomi úton (Iglauer Lászlónak), 1941.
- Kálvin-ház és internátus, Debrecen, 1941.
- Heltai Sándor háza a Muraközi utcában, Budapest, 1941.
- Kemal Atatürk emlékműve, Ankara, 1941.
- Balatoni Yacht-klub épületei, Balatonalmádi, 1943.
- Lakótelep a Ruggyantaárugyárnak, Budapest, 1943.
- Többlakásos épület az Árvácska utcában, Budapest, 1944.
- Református imaház, Balatonalmádi, 1944

## Épületek
- Világkiállítás magyar pavilonja, Torino (Tőry Emillel és Pogány Móriccal, 1911)
- Római katolikus templom, Kerekegyháza, 1911.[11][12]
- Tost ház, Kassa 1912.[13]
- Városmajor utcai Elemi iskola (ma: Városmajori Kós Károly Általános Iskola), Budapest (Kós Károllyal, 1911–12)
- Elemi iskola (ma: Központi Általános Iskola), Kiskunhalas (1913)[14]
- A Wekerle-telep főterének egyik lakóház-egysége, Kispest (1914)
- Közraktár utca 30. sz alatti Hangya-irodaház (ma Mol-irodaház), Budapest (1917–20)
- Balatoni Múzeum, Keszthely (1920–28)
- Déri Múzeum, Debrecen (1923–29)
- kiállítási pavilon, Philadelphia (1926)
- ELMŰ Honvéd utcai bérház, Budapest (1926)
- Világkiállítás magyar pavilonja, Barcelona (Menyhért, 1929)
- egyetemi tanári lakások, diákotthon, Debrecen (1920-as évek vége)
- magyar szoba, Pittsburgh (1930–39)
- Orom utcai bérház, Budapest (1932–33)
- lakóház a Szent János téren, Budapest  (1932)
- Kaas Ivor (ma Nyáry Pál) u. 10. sz. alatti lakóház, Budapest (1933)
- Világkiállítás magyar pavilonja, Brüsszel (1935)
- A Danuvia-gyár irodaháza, Budapest (1938)
- Világkiállítás magyar pavilonja, Párizs (1937)
- ELMŰ Attila úti épülete, Budapest (1936)
- Tomcsányi úti elemi iskola, Budapest (1940–41)
- Általános iskola, Balatonalmádi (1948)